# Бородатая неясыть

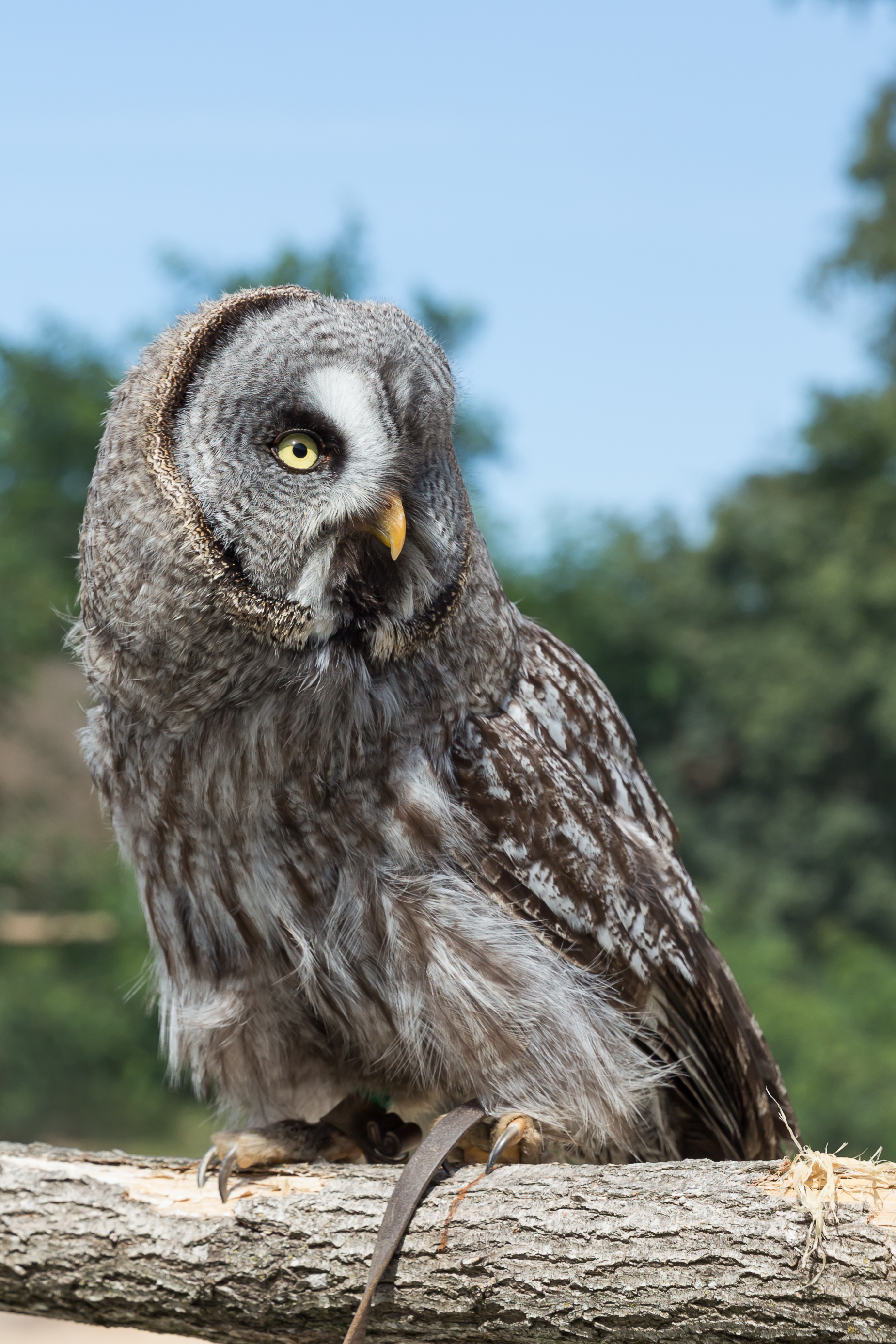

Борода́тая нея́сыть (лат. Strix nebulosa) — вид сов из рода неясытей и семейства совиных. Крупная (размах крыльев до полутора метров) птица. Русское название получила за чёрное пятно под клювом, похожее на бороду-"эспаньолку".

## Внешний вид
Длина тела варьирует от 61 до 84 см (средняя длина тела самцов — 67 см, самок — 72 см), размах крыльев — 1,5 м, масса варьирует от 580 до 1900 г, средняя 1290 г для самок и 1000 г для самцов. Голова совы визуально кажется очень крупной, окраска дымчато-серая без рыжих тонов. Глаза жёлтые с тёмными концентрическими полосами вокруг. Чёрное пятно под клювом похоже на бороду, за что этот вид и получил своё название. Перьевые ушки отсутствуют. На шее спереди виден белый воротник. Нижняя сторона крыла полосатая.
Верхняя часть тела у птиц подвида S. n. lapponica беловатая, сильно испещрена серовато-бурым, на темени и затылке имеется мелкий бурый поперечный рисунок и продольные полосы того же цвета. На мантии и крыльях этот рисунок более заметен и развит, из-за чего белый цвет почти незаметен. Маховые перья тёмно-бурые со светло-охристым поперечным рисунком, рулевые бурые с неправильным поперечным мраморно-беловатым рисунком. Лицевой диск беловатый с резкими концентрическими бурыми кругами, горло тёмно-бурого цвета, грудь, бока и брюхо с широкими нерезкими бурыми продольными полосками и мелкой буроватой крапинкой, на ногах и подхвостье мелкие бурые пестрины. Радужная оболочка глаза ярко-жёлтая, клюв жёлтый, когти тёмно-бурые.

## Местообитания
Обитает в таёжной зоне, иногда в горных лесах. Распространена от Кольского полуострова до гор Приморья. От границ высокоствольного леса на севере до Восточной Пруссии, Прибалтики, центральной полосы Европейской части России . Водится она также в Сибири до Забайкалья, Приамурья, Сахалина, Западной Чукотки и Монголии. Зимой изредка появляется в Средней полосе. В 2015 и 2018 годах орнитологи сообщали об обнаружении птицы в лесах близ чебоксарского Заволжья в Чувашии.
Внесена в Красные книги Свердловской, Челябинской и Курганской областей, республики Башкортостан.

## Питание
Охотится в сумерках, реже днём или ночью, почти исключительно на мелких грызунов, преимущественно полёвок, изредка на землероек, белок или небольших птиц. Вид специализирован к добыче мышевидных грызунов из-под снегового покрова, подобно лисице (Vulpes vulpes): птица, набрав некоторую высоту, в пикировании пробивает снег на глубину до полуметра и хватает добычу, местоположение которой точно определяет, не видя её, с помощью хорошо развитого слуха. Такие броски сова совершает или слетая с присад, или при облёте угодий на различной высоте, или (редко) - при зависании на одном месте подобно пустельге или канюку. В летнее время, кроме этого, как и другие виды сов-мышеедов, иногда охотится, поджидая зверьков на земле у нор. Зимой, при обилии корма, птица может съесть 6-7 грызунов за одну охоту.

## Размножение
Для гнездования обычно использует подходящие по размерам гнезда других птиц — ястребов и канюков, реже сломы стволов. В кладке бывает от 3 до 6, обычно 4 белых округлых яйца. Самец не участвует в насиживании, обеспечивая самку кормом. При приближении неприятеля к гнезду насиживающая самка обычно не покидает кладку. Срок насиживания около месяца. Развитие птенцов идет медленно: в возрасте около месяца они покидают гнездо, не умея ещё летать, и рассредотачиваются на гнездовом и соседних деревьях.  Перепархивать птенцы начинают на шестой неделе после вылупления и только к середине или к концу августа надевают окончательный наряд. С момента вылупления и, максимально, к времени оставления птенцами гнезда значительно возрастает агрессивность родителей при их защите. Птицы, в основном самка, часто атакуют хищников и людей возле птенцов, и иногда способны как нанести им серъезные травмы, так и сами пострадать при столкновении. Активность защиты снижается по мере развития лётных навыков птенцов. Выводки держатся на родительской территории до сентября - начала октября.

## Галерея

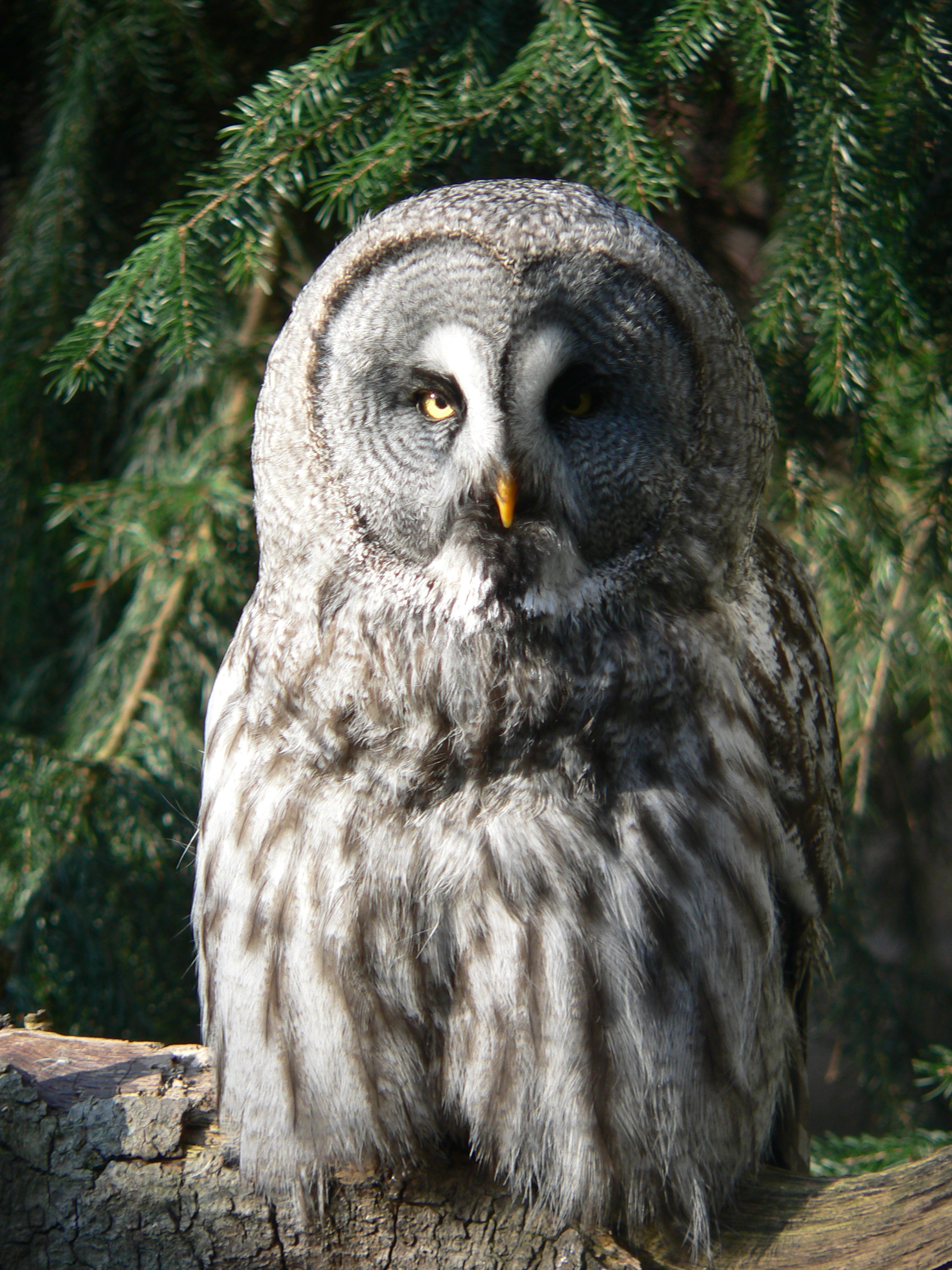
Подвид S. n. lapponica
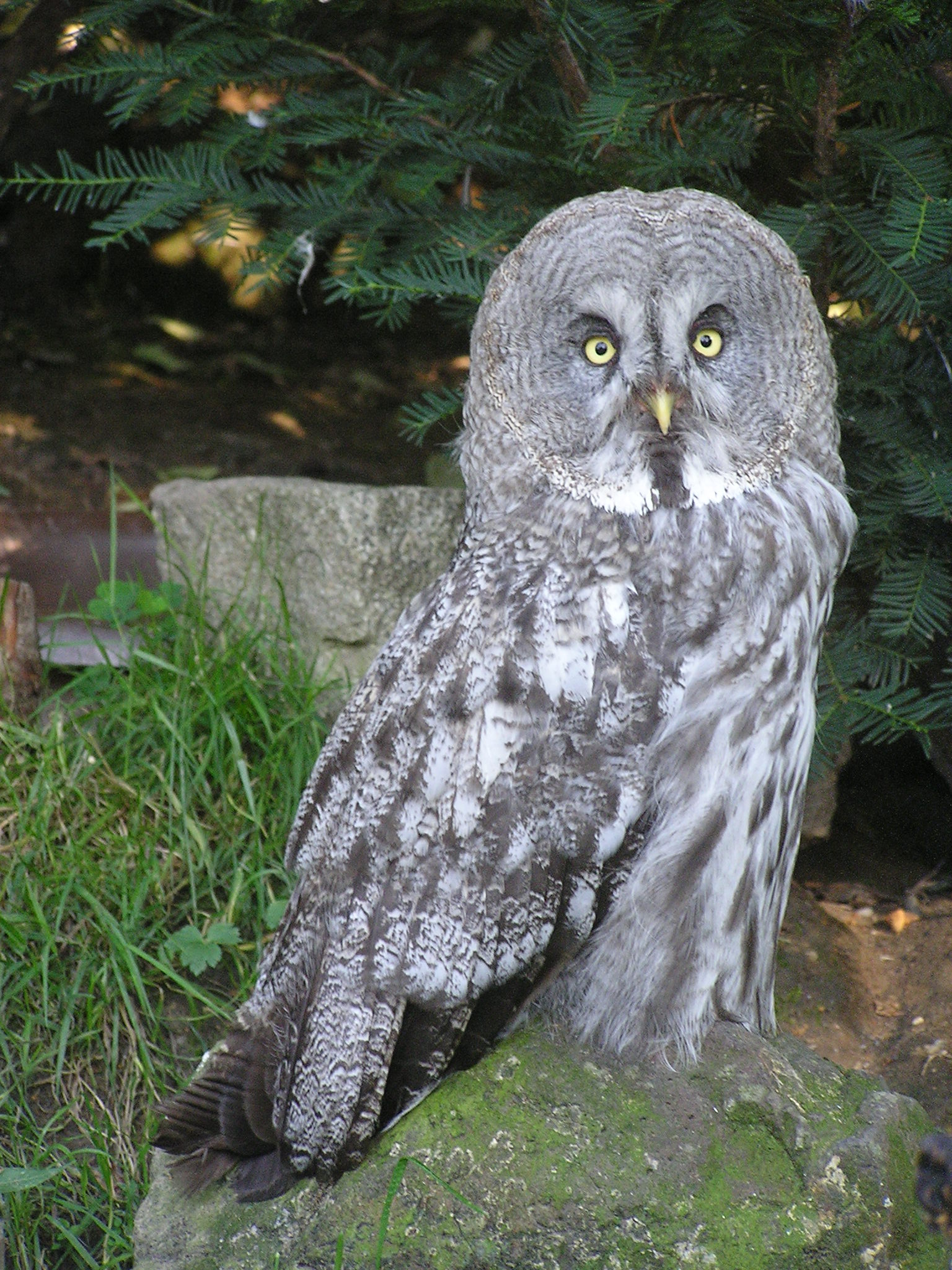
Зимнее оперение
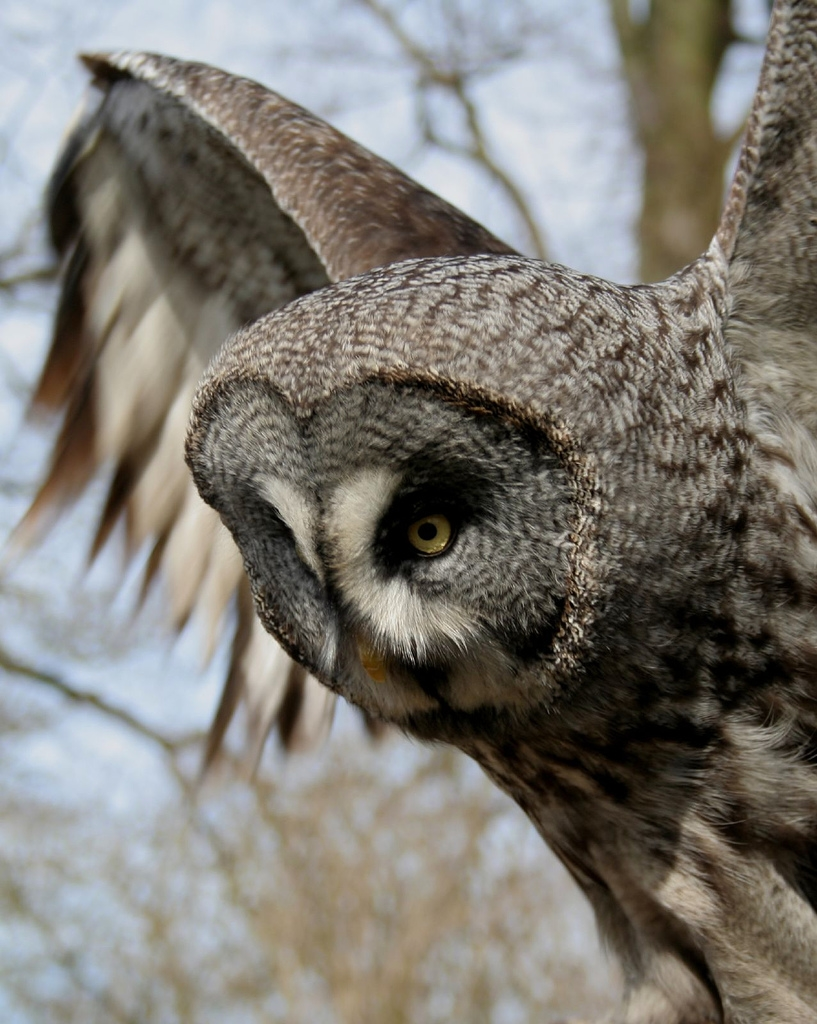
S. n. nebulosa в полёте
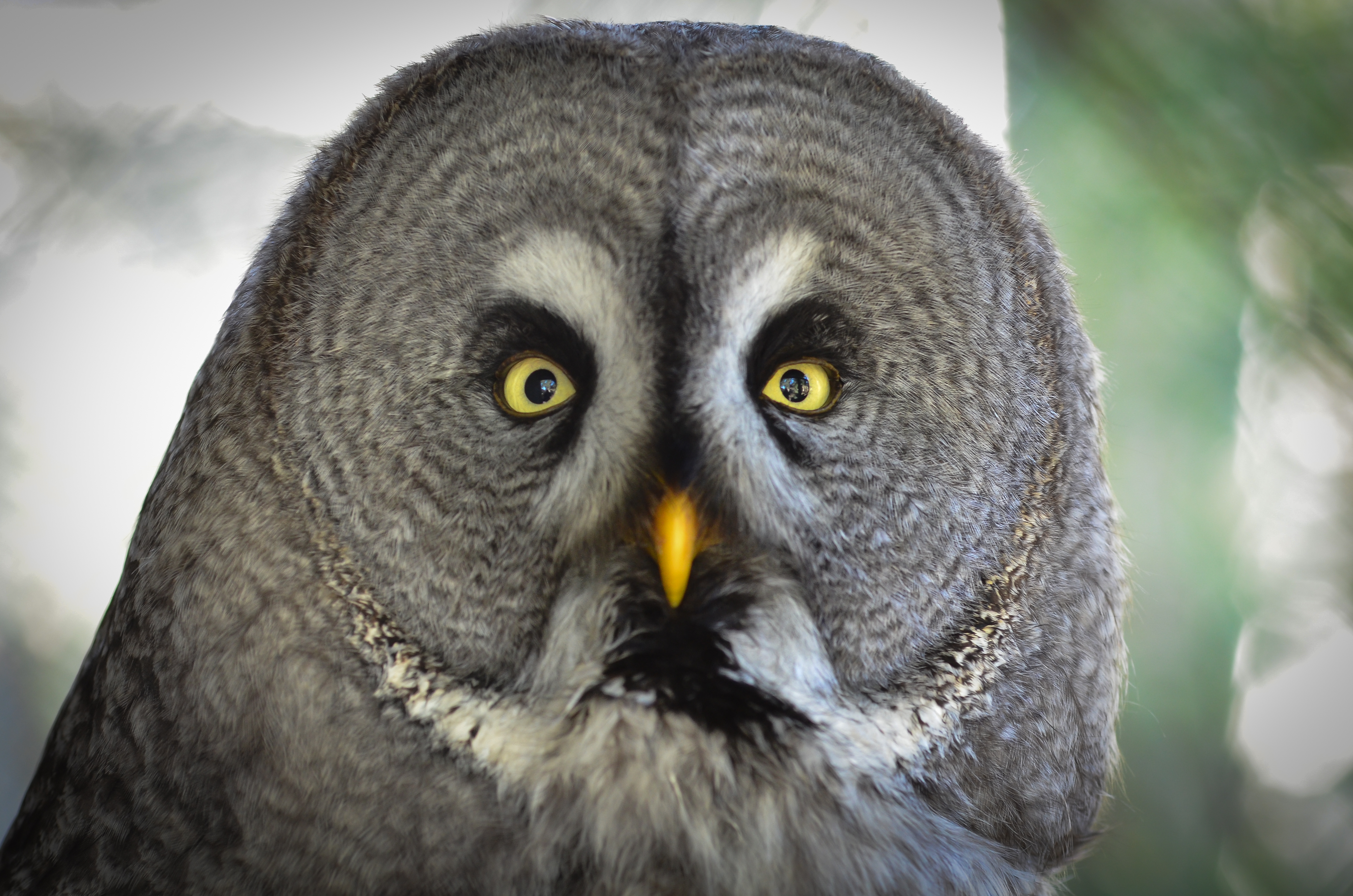
S. n. nebulosa в птичьем парке Вальсроде, Германия
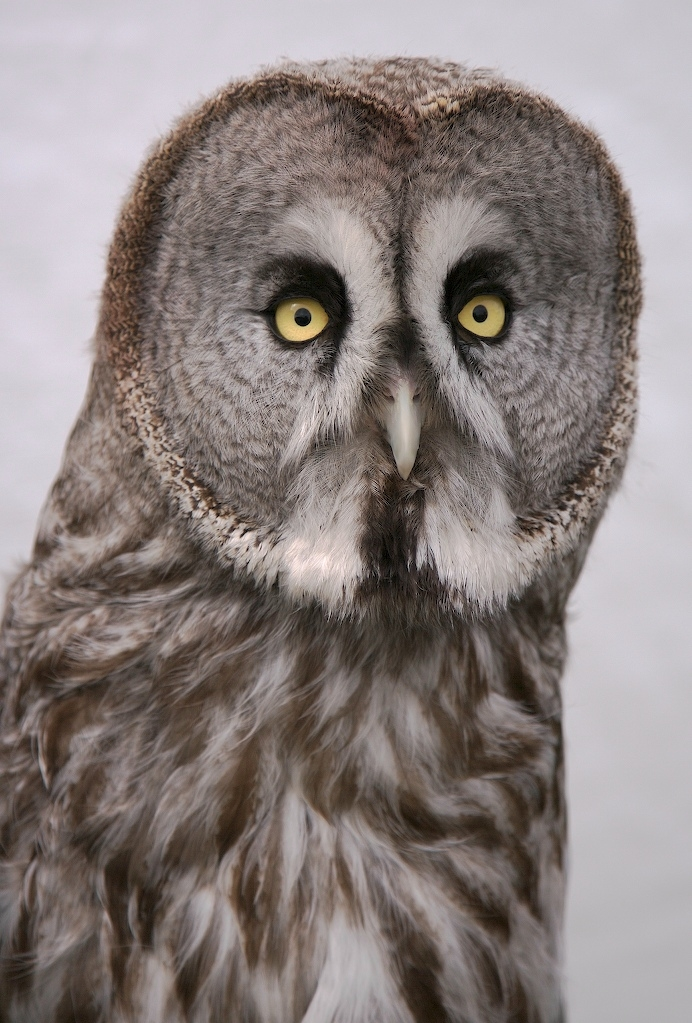
Неполовозрелая особь Strix nebulosa
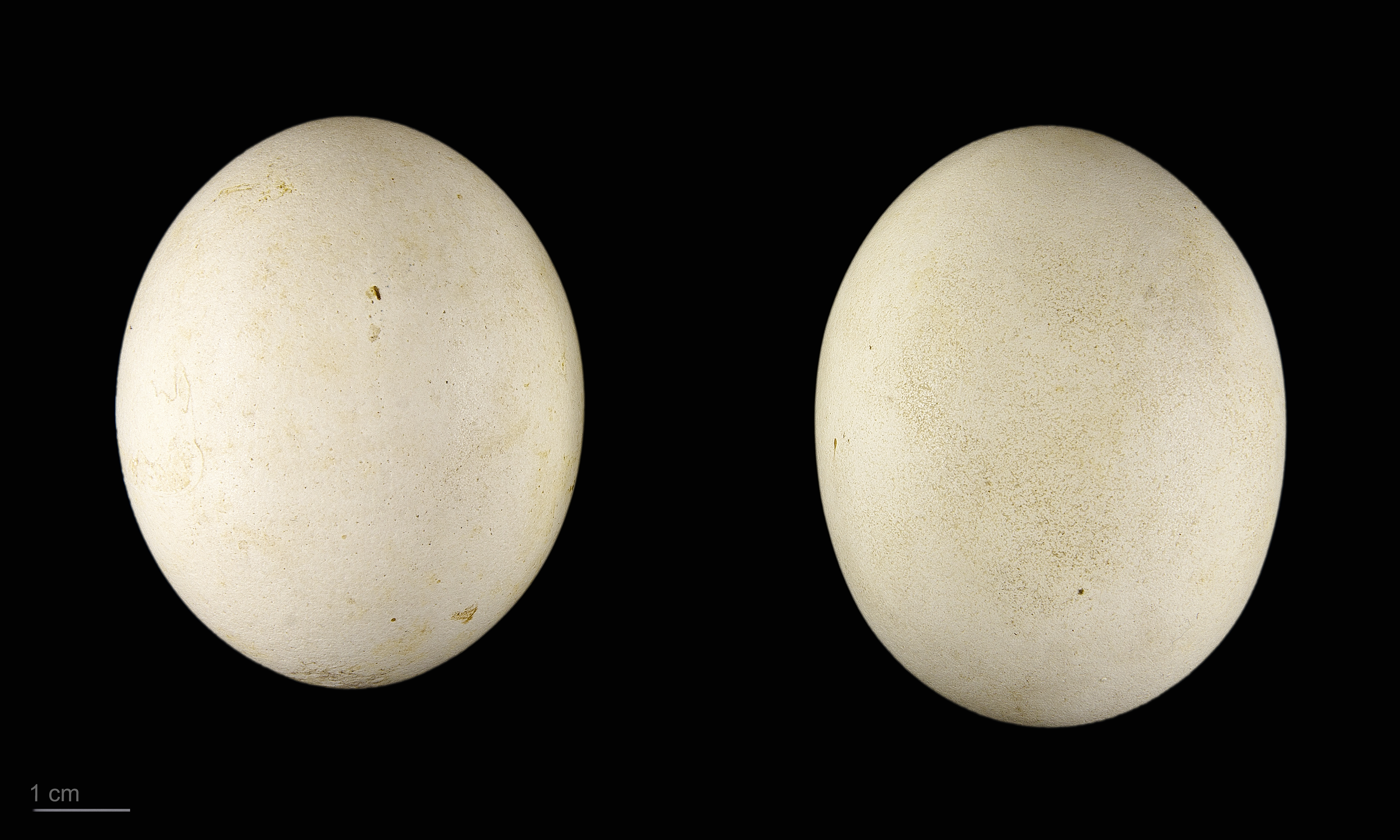
яйцо Strix nebulosa lapponica - Тулузский музей